# NGC 4745B
NGC 4745B (другое обозначение — PGC 43529) — линзообразная галактика (S0) в созвездии Волосы Вероники.
Этот объект не входит в число перечисленных в оригинальной редакции «Нового общего каталога» и был добавлен позднее.